# Canton de Buchy
Pour les articles homonymes, voir Buchy.

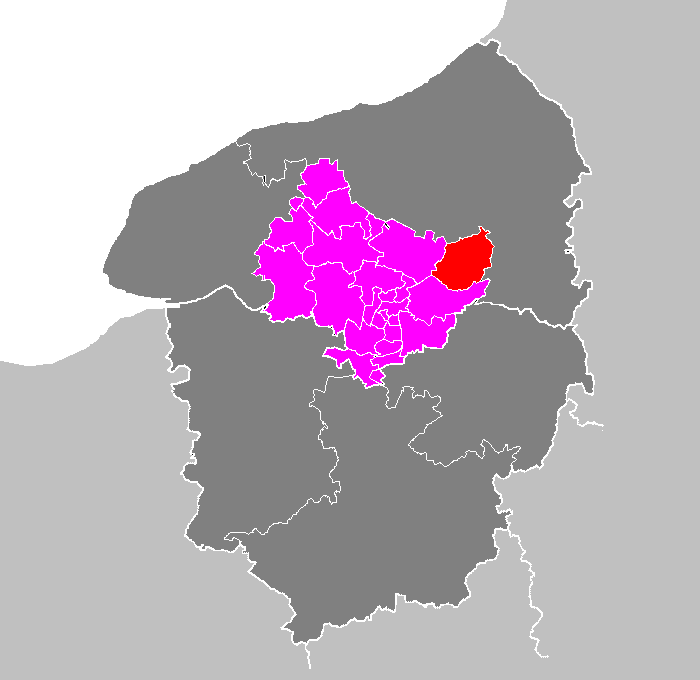
Canton de Buchy

Le canton de Buchy est une ancienne division administrative française située dans le département de la Seine-Maritime et la région Haute-Normandie.

## Géographie
Ce canton était organisé autour de Buchy dans l'arrondissement de Rouen. Son altitude variait de 80 m (Saint-Aignan-sur-Ry) à 236 m (Bosc-Bordel) pour une altitude moyenne de 168 m.

## Histoire
- De 1833 à 1848, les cantons de Buchy, de Clères et de Pavilly avaient le même conseiller général. Le nombre de conseillers généraux était limité à 30 par département[1].

## Représentation

### Conseillers généraux de 1833 à 2015
| Période | Période          | Identité                          | Étiquette                    | Qualité                                                                                      |
| ------- | ---------------- | --------------------------------- | ---------------------------- | -------------------------------------------------------------------------------------------- |
| 1833    | 1836             | M. de Laborde d'Estouteville      |                              | Propriétaire à Estouteville                                                                  |
| 1836    | 1842             | Jean-Guillaume Blétry             |                              | Conseiller à la Cour royale, conseiller d'arrondissement                                     |
| 1842    | 1845             | Adrien Bézuel                     |                              | Propriétaire à Pavilly                                                                       |
| 1845    | 1848             | André Maurice de Saint-Léger      | candidat de l'administration | Ingénieur en chef des mines, propriétaire à Rouen                                            |
| 1848    | 1852             | Abel Hurtrel d'Arboval            |                              | Propriétaire à Bois-Guilbert                                                                 |
| 1852    | 1855             | André Maurice de Saint-Léger      |                              | Ingénieur en chef des Mines à Rouen                                                          |
| 1855    | 1864             | Alfred Blanche                    | Bonapartiste                 | Membre du Conseil d'État, propriétaire à Paris                                               |
| 1864    | 1887 (démission) | Eugène Félix Ducôté               | Droite monarchiste           | Avocat à Rouen                                                                               |
| 1887    | 1889             | Léon de Poret, Marquis de Civille | Droite monarchiste           | Maire de Bois-Héroult, conseiller d'arrondissement                                           |
| 1889    | 1911 (décès)     | Arsène Le Balleur                 | Républicain                  | Conseiller référendaire à la Cour des comptes Maire d'Héronchelles                           |
| 1911    | 1919             | Paul Legourd                      | Rad.                         | Maire de Buchy (1910-1914)                                                                   |
| 1919    | 1933 (décès)     | Arthur David                      | Union nationale              | Maire de Buchy (1914-1930)                                                                   |
| 1933    | 1940             | Edmond Leblond                    | Républicain                  | Agriculteur à Catenay                                                                        |
|         |                  |                                   |                              |                                                                                              |
| 1945    | 1951             | Fernand Piolé                     | Rad.                         | Imprimeur, directeur du journal Le Bulletin Propriétaire à Buchy                             |
| 1951    | 1970             | Roger Lefebvre                    | Rad.                         | Négociant-éleveur Adjoint au maire de Buchy Suppléant du député Claude Heuillard (1958-1962) |
| 1970    | 2001             | Albert Verhaeghe                  | Rad. puis UDF-Rad.           | Agriculteur à Bosc-Bordel Vice-Président du Conseil Général                                  |
| 2001    | 2015             | Patrick Chauvet                   | DVD                          | Agent immobilier Maire de Buchy (2001-2020)                                                  |

### Conseillers d'arrondissement (de 1833 à 1940)
| Période                                  | Période          | Identité                                           | Étiquette               | Qualité |
| ---------------------------------------- | ---------------- | -------------------------------------------------- | ----------------------- | --- |
| 1833                                     | 1852             | M. de Beauvais                                     |                         | Propriétaire à Sainte-Croix                                                                                    |
| 1852                                     | 1864             | M. Carrière                                        |                         | Propriétaire à Sainte-Croix                                                                                    |
| 1864                                     | 1887 (démission) | Marquis Léon François Poret de Civille (1818-1901) | Monarchiste             | Propriétaire, maire de Bois-Héroult                                                                            |
| 1887                                     | 1908 (décès)     | Georges Thomas (1846-1908)                         | Républicain ministériel | Notaire à Buchy puis avocat à la Cour d'Appel de Rouen Propriétaire, délégué cantonal à Sainte-Croix-sur-Buchy |
| 1908                                     | 1919             | Paul Lucien Eugène Legourd                         | Rad.                    | Maire de Buchy                                                                                                 |
| 1919                                     | 1934             | M. Lhonoré                                         | Républicain             | Ancien maire de Buchy, propriétaire à Rouen                                                                    |
| 1934                                     | 1940             | Henry Gomont                                       | Union nationale         | Adjoint puis maire de Blainville-Crevon                                                                        |
| 1940                                     |                  |                                                    |                         | Les conseils d'arrondissement ont été suspendus par la loi du 12 octobre 1940 et n'ont jamais été réactivés    |
| Les données manquantes sont à compléter. |                  |                                                    |                         | |

## Composition
Le canton de Buchy regroupait 21 communes et comptait 9 228 habitants (recensement de 1999 sans doubles comptes).
| Communes                   | Population (2012) | Code postal | Code Insee |
| -------------------------- | ----------------- | ----------- | ---------- |
| Bierville                  | 259               | 76750       | 76094      |
| Blainville-Crevon          | 1 113             | 76116       | 76100      |
| Bois-Guilbert              | 185               | 76750       | 76107      |
| Bois-Héroult               | 140               | 76750       | 76109      |
| Boissay                    | 268               | 76750       | 76113      |
| Bosc-Bordel                | 440               | 76750       | 76120      |
| Bosc-Édeline               | 284               | 76750       | 76121      |
| Bosc-Roger-sur-Buchy       | 650               | 76750       | 76127      |
| Buchy                      | 1 150             | 76750       | 76146      |
| Catenay                    | 651               | 76116       | 76163      |
| Ernemont-sur-Buchy         | 187               | 76750       | 76243      |
| Estouteville-Écalles       | 374               | 76750       | 76248      |
| Héronchelles               | 89                | 76750       | 76359      |
| Longuerue                  | 280               | 76750       | 76396      |
| Morgny-la-Pommeraye        | 892               | 76750       | 76453      |
| Pierreval                  | 328               | 76750       | 76502      |
| Rebets                     | 110               | 76750       | 76521      |
| Saint-Aignan-sur-Ry        | 281               | 76116       | 76554      |
| Sainte-Croix-sur-Buchy     | 545               | 76750       | 76571      |
| Saint-Germain-des-Essourts | 352               | 76750       | 76581      |
| Vieux-Manoir               | 650               | 76750       | 76738      |

## Démographie
| 1962  | 1968  | 1975  | 1982  | 1990  | 1999  | 2009 |
| ----- | ----- | ----- | ----- | ----- | ----- | ---- |
| 5 293 | 5 790 | 6 292 | 7 651 | 8 692 | 9 228 | -    |